# Tihomir Šeremešić
Tihomir Šeremešić, hrvatski književnik iz Vojvodine. Piše pjesme i prozne zapise. Rođen u Monoštoru. Pjesme je počeo pisati kao srednjoškolac na srpskom jeziku, a nastavio pisati na hrvatskom tijekom boravka u Zadru. Studira njemački jezik i književnost na Sveučilištu Josipa Jurja Strossmayera u Osijeku. Godine 2019. objavio je knjigu svojih pjesama i proznih zapisa Ključ sedmog neba podijeljenih u cjeline Ljubav, Depresija, Korijeni misli i Tonovi života. Grafički obogaćena fotografijama čiji je autor također Šeremešić. Knjiga je nastajala pet godina. Budući da je na kraju većinu pjesama napisao na hrvatskom, na hrvatski je preveo i pjesme iz srednjoškolskog razdoblja tako da su sve pjesme i prozni zapisi u knjizi napisani na hrvatskom jeziku. Pojedinačne pjesme su mu izašle u Subotičkoj Danici 2016. godine.